# Darko Milanič
Darko Milanič (Isola, 18 dicembre 1967) è un allenatore di calcio ed ex calciatore sloveno, di ruolo difensore, tecnico dell'Al-Wahda.

## Carriera

### Giocatore

#### Club
In patria ha giocato per 5 anni col Partizan, vincendo due campionati jugoslavi e altrettante coppe.
È diventato poi una bandiera dello Sturm Graz in Austria, club con cui ha vinto due campionati, tre coppe d'Austria e altrettante supercoppe.

## Palmarès

### Giocatore
- Campionato jugoslavo: 2

Partizan Belgrado: 1986-1987, 1992-1993
- Coppe di RF Jugoslavia: 2

Partizan Belgrado: 1988-1989, 1991-1992
- Campionato austriaco: 2

Sturm Graz: 1997-1998, 1998-1999
- Coppa d'Austria: 3

Sturm Graz: 1995-1996, 1996-1997, 1998-1999
- Supercoppa d'Austria: 3

Sturm Graz: 1996, 1998, 1999

### Allenatore
- Campionato sloveno: 6

Maribor: 2008-2009, 2010-2011, 2011-2012, 2012-2013 2016-2017, 2018-2019
- Coppa di Slovenia: 4

Maribor: 2009-2010, 2011-2012 2012-2013, 2015-2016
- Supercoppa di Slovenia: 2

Maribor: 2009, 2012